# Erie (Pennsylvania)
Erie is een stad in het noordwesten van de Amerikaanse staat Pennsylvania en telde 101.786 inwoners in 2010. Hiermee is het na Philadelphia, Pittsburgh en Allentown de vierde stad van de staat qua aantal inwoners. In de agglomeratie van Erie wonen circa 280.000 inwoners. De oppervlakte bedraagt 73,0 km², waarvan 16 km² wateroppervlakte. De stad is vernoemd naar het noordelijk gelegen Eriemeer en het inheemse volk Erie.
De belangrijkste economische dragers van Erie zijn gezondheidszorg, scholing en toerisme, maar bovenal de grote fabrieken die van vroeger uit al aanwezig zijn in de stad. Qua toerisme trekt met name het Presque Isle State Park veel mensen.
In 1882 kwam er nog een spoorlijn bij: die werd op een zondag stiekem midden in de 19e straat gelegd. De stad wilde dit dus niet, maar in tegenstelling tot in 1853/54 werd het spoor niet door de bewoners opgebroken. Wel bleef men decennia lang protesteren. Een burgemeester protesteerde ook decennia lang. Maar pas toen die al 10 jaar overleden was werd de lijn verlegd, in 2001.

## Geschiedenis
Het gebied werd oorspronkelijk bewoond door de Seneca, een van de volken van de Irokezen. De Fransen waren in 1753 de eerste Europeanen die in het gebied kwamen en stichtten Fort Presque Isle, een fort dat Nieuw-Frankrijk moest beschermen tegen onder andere de Britten. De naam verwijst naar het stuk land dat gelegen is in Eriemeer, het huidige nationaal park Presque Isle (Frans voor schiereiland). In 1760 verlieten de Fransen het fort, maar nog hetzelfde jaar namen de Britten het fort in.
Erie is tegenwoordig gelegen in de Erie Triangle. Dit gebied werd geclaimd door de staten New York, Pennsylvania, Connecticut en Massachusetts. Nadat de andere staten van het gebied afstand hadden gedaan, werd Erie op 3 maart 1792 officieel aan Pennsylvania toegevoegd. Hiervoor betaalde de staat $0,75 per acre, hetgeen een totaalsom opleverde van $151,640.25. De Irokezen verlieten het land nadat het een geldbedrag kreeg van de staat en van de federale overheid. De eerste Europese bewoners kwamen in 1795.
Om de controle van het Eriemeer over te nemen van de Britten, besloot president James Madison tijdens de oorlog van 1812 een marinebasis in Erie op te zetten. De vloot werd opgebouwd en op 10 september 1813 werd onder leiding van Oliver Hazard Perry de Slag op het Eriemeer gewonnen van de Britten.
In de 19e eeuw groeide Erie tot een belangrijke spoorwegkruising, waar sporen met drie verschillende spoorwijdtes bij elkaar kwamen. Hierdoor was er veel overslag nodig van personen en goederen, waarvan de lokale economie profiteerde. Toen in 1853 het normaalspoor werd geïntroduceerd als standaard, ontstond er groot protest in de stad met daarbij vernielingen aan de werkzaamheden voor de standaardisatie. Dit staat bekend als The Erie Gauge War of Erie Railroad War. Desondanks ging de standaardisatie door en eindigde het protest in 1854.
In 1915 overstroomde een deel van het centrum, toen een duiker van de rivier Mill Creek werd geblokkeerd. Bij de overstromingen werden 225 huizen vernietigd en er vielen 36 doden. Na deze overstroming werd de Mill Creek omgelegd.
Met de komst van de auto, verhuisden vele inwoners naar de omliggende plaatsen. De stad kende het hoogtepunt qua aantal inwoners in de jaren 1970.

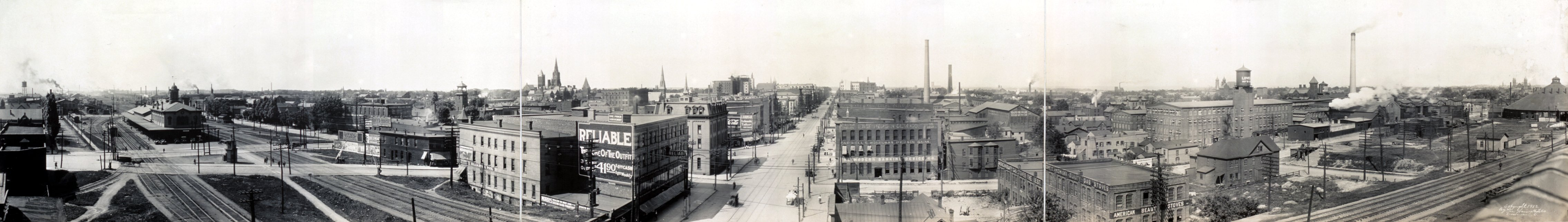
Panorama van Erie uit 1912.

## Demografie
Van de bevolking is 12,9 % ouder dan 65 jaar en bestaat voor 23,9 % jonger dan 18 jaar.
Ongeveer 6,9 % van de bevolking van Erie bestaat uit hispanics en latino's, 16,8 % is van Afrikaanse oorsprong en 1,5 % van Aziatische oorsprong.
Het aantal inwoners daalde van 108.717 in 1990 naar 103.717 in 2000 naar 101.786 in 2010.

## Klimaat
In januari is de gemiddelde temperatuur -3,7 °C, in juli is dat 21,8 °C. Jaarlijks valt er gemiddeld 1054,9 mm neerslag (gegevens op basis van de meetperiode 1961-1990).

## Plaatsen in de nabije omgeving
De onderstaande figuur toont nabijgelegen plaatsen in een straal van 20 km rond Erie.

## Geboren
- Paul Weitz (1932-2017), astronaut
- Fred Biletnikoff (1943), Americanfootballspeler